# John Otti Band
Die John Otti Band ist eine österreichische Popmusik-Band aus Magdalensberg in Kärnten, die vor allem als Unterstützerband für die rechtspopulistische Freiheitliche Partei Österreichs (FPÖ) und Heinz-Christian Strache bekannt wurde.

## Geschichte
Die in Pischeldorf ansässige vierköpfige Musikgruppe, bestehend aus den Brüdern Johannes, Werner, Jörg und Jürgen, wurde in den 1990ern von Johannes John Otti gegründet und tritt vor allem in Bierzelten, auf Jahrmärkten und in Wirtshäusern auf. Österreichweite Bekanntheit erlangte die Musikgruppe durch die musikalischen Einlagen bei Veranstaltungen der Freiheitlichen Partei Österreichs, wo stets auch das Lied Immer wieder Österreich gespielt wird.
Das Repertoire der Gruppe umfasst überwiegend gecoverte Lieder, die Stimmung verbreiten und zum Mitsingen anregen sollen, und reicht vom Radetzky-Marsch bis zu Hits von Robbie Williams.
Mit einer Coverversion von Bette Davis Eyes kam die John Otti Band im Jahr 2002 auf Platz 47 der österreichischen Hitparade.